# Meiko Kaji
Masako Ōta (太田 雅子, Ōta Masako), dite Meiko Kaji (梶 芽衣子, Kaji Meiko), est une actrice et une chanteuse d'enka japonaise née le 24 mars 1947 à Chiyoda dans la préfecture de Tokyo. Elle est connue notamment pour ses rôles dans Lady Snowblood et Elle s'appelait Scorpion ainsi que pour son jeu, où son regard intense, glacé et implacable prend une importance toute particulière.

## Biographie et carrière
On sait peu de choses concernant les jeunes années de Masako Ōta. Elle aborde le cinéma en signant au milieu des années 1960 avec la Nikkatsu, où elle ne reçoit au départ que des seconds rôles mais où elle acquiert une grande expérience.
Sa carrière décolle à partir de 1970, époque à partir de laquelle elle tourne sous le pseudonyme de Meiko Kaji. Elle se voit confier un des rôles principaux de la série de cinq films Stray Cat Rock qui met en scène des bandes rivales de jeunes filles. Bien qu'inventive, cette série souffre de scénarios d'une qualité médiocre[citation nécessaire] mais est extrêmement populaire auprès d'une jeunesse désenchantée du Japon en raison des combats de femmes et des effets visuels qu'elle renferme. L'archétype de son personnage de femme mutique au regard glacé apparaît dans l'épisode Boulevard des chattes sauvages (Stray Cat Rock: Sex Hunter).
Toujours en 1970, Kaji joue l'héroïne de The Blind Woman's Curse, un film d'horreur produit par la Nikkatsu, où elle interprète le rôle d'une sabreuse aveugle dans la veine du mythique héros Zatoichi.
En 1971, les studios Nikkatsu, au bord de la faillite, se lancent dans l'industrie plus lucrative du film érotique qui fait ensuite leur réputation : la série des pinku eiga (films roses) intitulée « Roman Porno ».
En 1972, pour éviter de devenir une starlette du genre, Kaji rejoint la Toei où elle rencontre le réalisateur Shun’ya Itō et paraît dans quatre films de prison pour femmes de la série Joshuu Sasori (littéralement Prisonnière Scorpion, ), qui la rend célèbre dans tout le Japon et dont le premier épisode renferme la seule brève scène de nudité de l'actrice. Ces films sont l'adaptation cinématographique d'un manga très connu de Toru Shinohara illustrant le combat des femmes en général, et, plus particulièrement, des Japonaises pour leur émancipation à laquelle le nom de Kaji reste attaché. Pour le quatrième épisode, la Toei remplace le réalisateur Shunya Ito par Yasuharu Hasebe, décision qui mécontente Kaji d'autant qu'elle trouve qu'on la fait tourner un peu trop souvent déshabillée. Elle quitte donc les studios de la Toei en 1973 après le tournage de Mélodie de la rancune (Joshuu sasori: 701-gō urami-bushi) et migre à la télévision. La série continue, sans elle, jusqu'en 1998 avec six publications de bien moindre qualité.
En 1973 Kaji incarne Yuki dans Lady Snowblood. Ce film, dont le thème est la vengeance, devient ultérieurement un film culte aux États-Unis. Cette production est tirée d'un manga de Kazuo Koike, également l'auteur de Crying Freeman et de Baby Cart. Devant le succès remporté par Lady Snowblood une suite, Lady Snowblood 2: Love Song of Vengeance, sur le même thème, est réalisée l'année suivante. Lady Snowblood inspirera Quentin Tarantino pour ses Kill Bill Vol. 1 et 2.
Kaji prête ensuite son concours à plusieurs films de Kinji Fukasaku, en particulier Cimetière de yakuza et Fleur de gardénia (1976).
En 1978, elle se produit dans une adaptation filmée de la pièce Suicides d'amour à Sonezaki (Double suicide à Sonezaki) par Yasuzō Masumura. Rêvant de travailler depuis longtemps avec ce réalisateur et devant les difficultés de financement du film, elle accepte selon elle de tourner sans rétribution garantie, et finalement presque bénévolement. À cette occasion, elle est nommée pour le prix de la Meilleure Actrice par cinq institutions cinématographiques japonaises différentes et sera primée quatre fois. Ce film n'est cependant pas largement diffusé en Occident.
En 1989, Kaji endosse le rôle d'un indicateur de la police du nom d'Omasa dans la série télévisée jidaigeki intitulée Onihei hankachō (la version de Shochiku-Fuji Television confère ce rôle à l'acteur de kabuki Nakamura Kichiemon II)
Sa carrière de chanteuse d'enka est en grande partie liée à sa carrière cinématographique car, comme il est de tradition au Japon, elle chante souvent le générique des bandes originales des films qu'elle interprète. Elle connaît alors un certain succès avec la sortie des films de Tarantino Kill Bill Vol. 1 dont elle interprète la chanson « Flower of Carnage » (修羅の花, Shura no Hana) et Kill Bill Vol. 2 dans lequel elle chante « Urami-Bushi » (怨み節, littéralement « Chant du Ressentiment ») ainsi que les thèmes de Lady Snowblood. Elle a également enregistré quelques CD ainsi que des disques vinyle.
Si son éloignement des plateaux de cinéma a donné lieu à certaines spéculations, elle revient longuement sur sa carrière dans une interview conduite par Clément Rauger pour les Cahiers du cinéma en juillet 2021. L’occasion pour elle d’expliquer les raisons de sa disparition temporaire du grand écran au profit de ses projets télévisuels et musicaux.
Le 24 mars 2010, la maison de disques Teichiku sort un coffret de collection regroupant toute la discographie de Meiko. Ce coffret contient 6 CD (dont quelques nouvelles chansons) et 1 DVD avec une interview de la chanteuse. Meiko Kaji ouvre alors un blog pour l'occasion qu'elle met toujours à jour aujourd'hui.

## Filmographie

### Au cinéma

#### Années 1960
- 1965 : Kanashiki wakare no uta (悲しき別れの歌?) de Katsumi Nishikawa
- 1965 : Sasurai wa ore no sadame (さすらいは俺の運命?) de Motomu Ida
- 1965 : Seishun zenki: Aoi kajitsu (青春前期 青い果実?) de Kiyoshi Horiike (ja)
- 1965 : Otoko no monshō: Ruten no okite (男の紋章 流転の掟?) d'Eisuke Takizawa
- 1965 : Aitsu to no bōken (あいつとの冒険?) de Kiyoshi Horiike (ja)
- 1965 : Nakaseru ze (泣かせるぜ?) d'Akinori Matsuo
- 1965 : Akai tanima no kettō (赤い谷間の決斗?) de Toshio Masuda
- 1966 : Seishun a go go (青春ア・ゴーゴー?) de Kenjirō Morinaga
- 1966 : Taiyō ga daisuki (太陽が大好き?) de Mitsuo Wakasugi (ja)
- 1966 : Yogiri no bojō (夜霧の慕情?) d'Akinori Matsuo
- 1966 : Namida kun sayonara (涙くんさよなら?) de Shōgorō Nishimura
- 1966 : Anata no inochi (あなたの命?) de Buichi Saitō
- 1966 : Yaru ka yarareru ka (殺るかやられるか?) de Takashi Nomura (ja)
- 1966 : Zesshō (絶唱?) de Katsumi Nishikawa
- 1966 : Arashi o yobu otoko (嵐を呼ぶ男?) de Toshio Masuda
- 1967 : Yogiri yo kon'ya mo arigatō (夜霧よ今夜も有難う?) de Mio Ezaki
- 1967 : Hana o kū mushi (花を喰う蟲?) de Shōgorō Nishimura
- 1967 : Kettō (血斗?) de Toshio Masuda
- 1968 : Daikanbu: Burai (大幹部 無頼?) de Keiichi Ozawa : Keiko Asami
- 1968 : Ā himeyuri no tō (あゝひめゆりの塔?) de Toshio Masuda
- 1968 : Shima wa moratta (縄張はもらった?) de Yasuharu Hasebe
- 1968 : Bī jī, aru ichi kyū-sai no nikki agete yokatta！ (ＢＧ、ある１９才の日記　あげてよかった！?) de Yūji Tanno (ja)
- 1968 : Wasureru monoka (忘れるものか?) d'Akinori Matsuo
- 1969 : Yoru no mesu: Hana to chō (夜の牝 花と蝶?) de Katsumi Nishikawa
- 1969 : Onna no keisatsu (女の警察?) de Mio Ezaki
- 1969 : Koi no tsumujikaze (恋のつむじ風?) de Noboru Kaji (ja)
- 1969 : Yoru no mesu: Toshiue no onna (夜の牝 年上の女?) de Katsumi Nishikawa
- 1969 : Zankoku onna rinchi (残酷おんな私刑?) de Yūji Tanno (ja)
- 1969 : Le Reste de l'esprit yakuza (日本残侠伝, Nippon zankyō-den?) de Masahiro Makino
- 1969 : Sakura sakazuki jingi (さくら盃 仁義?) de Seiichirō Uchikawa (ja)
- 1969 : Bakuto hyakunin: Ninkyō-dō (博徒百人 仁侠道?) de Takashi Nomura (ja)
- 1969 : Kyōka retsuden: Shūmei tobaku (侠花列伝 襲名賭博?) de Keiichi Ozawa
- 1969 : Shuzaya jingi: Tekka midare sakura (朱鞘仁義 鉄火みだれ桜?) de Buichi Saitō
- 1969 : Arashi no yūshatachi (嵐の勇者たち?) de Toshio Masuda

#### Années 1970
- 1970 : Sakariba jingi (盛り場仁義?) de Yasuharu Hasebe
- 1970 : Tekkaba bojō (鉄火場慕情?) de Keiichi Ozawa
- 1970 : Hikō shōnen: Wakamono no toride (非行少年 若者の砦?) de Toshiya Fujita
- 1970 : Nippon saidai no kaoyaku (日本最大の顔役?) d'Akinori Matsuo
- 1970 : Stray Cat Rock: Female Boss (女番長野良猫ロック, Onna banchō nora-neko rokku?) de Yasuharu Hasebe
- 1970 : Hana no tokkōtai: Ā sen'yū yo (花の特攻隊 あゝ戦友よ?) de Kenjirō Morinaga
- 1970 : The Blind Woman's Curse (怪談昇り竜, Kaidan noboriryū?) de Teruo Ishii
- 1970 : Hangyaku no merodī (反逆のメロディー?) de Yukihiro Sawada (ja)
- 1970 : Stray Cat Rock: Wild Jumbo (野良猫ロック ワイルドジャンボ, Nora-neko rokku: Wairudo janbo?) de Toshiya Fujita
- 1970 : Stray Cat Rock: Sex Hunter ou Boulevard des chattes sauvages (野良猫ロック セックスハンター, Nora-neko rokku: Sekkusu hantā?) de Yasuharu Hasebe
- 1970 : Shinjuku Outlaw: Buttobase (新宿アウトロー ぶっ飛ばせ?) de Toshiya Fujita
- 1970 : Stray Cat Rock: Machine Animal (野良猫ロック マシン・アニマル, Nora-neko rokku: Mashin animaru?) de Yasuharu Hasebe
- 1971 : Stray Cat Rock: Beat '71 (野良猫ロック 暴走集団’７１, Nora-neko rokku: Bōsō shūdan'71?) de Toshiya Fujita
- 1971 : Yoru no saizensen: Tōkyō maru hichitai (夜の最前線　東京（秘）地帯?) de Motomu Ida
- 1971 : Sannin no onna: Yoru no chō (三人の女 夜の蝶?) de Kōsei Saitō
- 1971 : Bōryoku-dan norikomi (暴力団 乗り込み?) de Mio Ezaki
- 1971 : Blood for Blood (流血の抗争, Ryūketsu no kōsō?) de Yasuharu Hasebe
- 1971 : Asagiri (朝霧?) de Kenji Yoshida
- 1972 : Ginchō wataridori (銀蝶渡り鳥?) de Kazuhiko Yamaguchi
- 1972 : La Femme scorpion (女囚７０１号 さそり, Joshū 701-gō: Sasori?) de Shun’ya Itō
- 1972 : Ginchō nagaremono: Mesuneko bakuchi (銀蝶流れ者 牝猫博奕?) de Kazuhiko Yamaguchi
- 1972 : Elle s'appelait Scorpion (女囚さそり 第４１雑居房, Joshū sasori: Dai-41 zakkyo-bō?) de Shun’ya Itō
- 1973 : Combat sans code d'honneur 2 : Deadly Fight in Hiroshima (仁義なき戦い 広島死闘篇, Jingi naki tatakai: Hiroshima shitō hen?) de Kinji Fukasaku : Yasuko Uehara
- 1973 : La Tanière de la bête (女囚さそり けもの部屋, Joshū sasori Kemono-beya?) de Shun’ya Itō
- 1973 : Gendai ninkyō shi (現代任侠史?) de Teruo Ishii
- 1973 : Lady Snowblood (修羅雪姫, Shurayuki hime?) de Toshiya Fujita
- 1973 : Mélodie de la rancune (女囚さそり 701号怨み節, Joshū sasori: 701-gō urami-bushi?) de Yasuharu Hasebe
- 1974 : Jīnzu burūsu: Asu naki buraiha (ジーンズブルース 明日なき無頼派?) de Sadao Nakajima
- 1974 : Lady Snowblood 2: Love Song of Vengeance (修羅雪姫 怨み恋歌, Shurayuki hime: Urami renga?) de Toshiya Fujita
- 1974 : Yadonashi (無宿?) de Kōichi Saitō
- 1975 : L’Archipel des artères (動脈列島, Dōmyaku rettō?) de Yasuzō Masumura
- 1975 : Takehisa Yumeji monogatari: Koisuru (竹久夢二物語 恋する?) de Kōichi Saitō
- 1975 : Nouveau combat sans code d'honneur 2 : La Tête du boss (新仁義なき戦い 組長の首, Shin jingi naki tatakai: Kumichō no kubi?) de Kinji Fukasaku
- 1976 : Entre l'épouse et la femme (妻と女の間, Tsuma to onna no aida?) de Kon Ichikawa et Shirō Toyoda
- 1976 : La Berceuse de la grande terre (大地の子守唄, Daichi no komoriuta?) de Yasuzō Masumura
- 1976 : Tombe de yakuza et fleur de gardénia (やくざの墓場 くちなしの花, Yakuza no hakaba: Kuchinashi no hana?) de Kinji Fukasaku : Keiko Matsunaga
- 1977 : Sabita honō (錆びた炎?) de Masahisa Sadanaga
- 1978 : Double suicide à Sonezaki (曽根崎心中, Sonezaki shinjū?) de Yasuzō Masumura

#### Années 1980
- 1980 : Warui yatsura (わるいやつら?) de Yoshitarō Nomura
- 1981 : Kodomo no koro sensō ga atta (子どものころから戦争があった?) de Sadarō Saitō
- 1986 : Les Arbres à feuilles caduques (落葉樹, Rakuyōju?) de Kaneto Shindō
- 1988 : Aoi sanmyaku '88 (青い山脈 ’８８?) de Kōichi Saitō

#### Depuis les années 1990
- 1995 : Onihei hankachō (鬼平犯科帳?) de Yoshiki Onoda (ja)
- 1999 : Zeno / Kagiri naki ai ni (ゼノ／かぎりなき愛に?) de Takashi Ui : la mère de Gentarō (voix)
- 2003 : Kapone: Roppongi renkin no teiō (カポネ 六本木錬金の帝王?) de Shingo Yamashiro (ja)
- 2006 : Ōoku (大奥?) de Tōru Hayashi (ja) : narratrice
- 2020 : Tsumi no koe (罪の声?) de Nobuhiro Doi

### À la télévision
- 1972-1973 : Ronin of the Wilderness (荒野の素浪人, Kōya no surōnin?)
- 1984 : Kaseifu ha mita! 2
- 1989 : Onihei hankachō (鬼平犯科帳?) : Omasa
- 1985 : Sutaa tanjô (nombre d'épisodes inconnu)
- 2003 : Kaseifu ha mita! 21 (Mayumi Hirao)
- 2003 : Anata no tonari ni dare ka iru Shimako Matsumoto (nombre d'épisodes inconnus)
- 2006 : Nogaremono orin (nombre d'épisodes inconnus)
- 2007 : Hasshû mawari kuwayama jûbei (nombre d'épisodes inconnus)
- 2023 : Yu Yu Hakusho : Genkai

## Discographie
- 1970-1971 : Stray Cat Rock (Nikkatsu) :
  - Machine Animal (1970) musique de Akihiko Takashima
  - Sex Hunter (1970) musique de Hajime Kaburagi
  - Wild Jumbo (1970) musique de Yoshio Saito
  - Wild Measures '71 alias Beat '71 (1971) musique de Hiroki Tamaki
- 1972 : Gincho wataridori (銀蝶渡り鳥?)
- 1973 : Yadokari
- 1974 : Sareyo sareyo kanashimi ni shirabe
- 1975 : Kyou no waga mi wa
- 1979 : Wakare urami namida uta (polydor / MR3212) (vinyl)
- Urami bushi (怨み節?), paroles de Shun’ya Itō sur une musique de Shunsuke Kikuchi
- Onna no jumon (女の呪文?), paroles de Shun’ya Itō sur une musique de Shunsuke Kikuchi
- Shura no hana (修羅の花?), paroles de Kazuo Koike sur une musique de Masaaki Hirao
- Meiko no yume wa yoru hiraku (芽衣子の夢は夜ひらく?), paroles de Ou Yoshida sur une musique de Koumei Sone
- Zenkyokusyu
- 2010 : Coffret de Collection 梶芽衣子ベスト・コレクション, composé de 6 SHM-CD et 1 DVD
- 2011 : Aitsu no suki na Blues

## Distinctions

### Récompenses
- 1978 : Hōchi Film Award de la meilleure actrice pour Double suicide à Sonezaki[11]
- 1979 : prix Blue Ribbon de la meilleure actrice pour Double suicide à Sonezaki[12]
- 1979 : prix Kinema Junpō de la meilleure actrice pour Double suicide à Sonezaki[13]
- 1979 : prix Mainichi de la meilleure actrice pour Double suicide à Sonezaki[14]
- 1995 : Hōchi Film Award du meilleur second rôle féminin pour Onihei Hankacho[11]
- 2021 : prix Kinuyo Tanaka lors de la 75e édition des Prix du film Mainichi pour l'ensemble de sa carrière[15].

### Sélections
- 1979 : prix de la meilleure actrice pour Double suicide à Sonezaki lors des Japan Academy Prize[16]
- 1981 : prix du meilleur second rôle féminin pour Warui yatsura lors des Japan Academy Prize[17]